# Měrovice nad Hanou
Měrovice nad Hanou – miejscowość i gmina (obec) w Czechach, w kraju ołomunieckim, w powiecie Przerów. W 2022 roku liczyła 673 mieszkańców.
Przez gminę przepływa rzeka Haná, będąca dopływem Morawy.